# Mirdizia
Mirdizia (in albanese Mirdita o Mirditë) è un comune albanese situato nella prefettura di Alessio.
Il comune è stato istituito in occasione della riforma amministrativa del 2015, unendo i comuni di Fan, Kaçinar, Kthellë, Orosh, Rrëshen, Rubik, Selitë.
Centro amministrativo del comune è la cittadina di Rrëshen.

## Galleria d'immagini

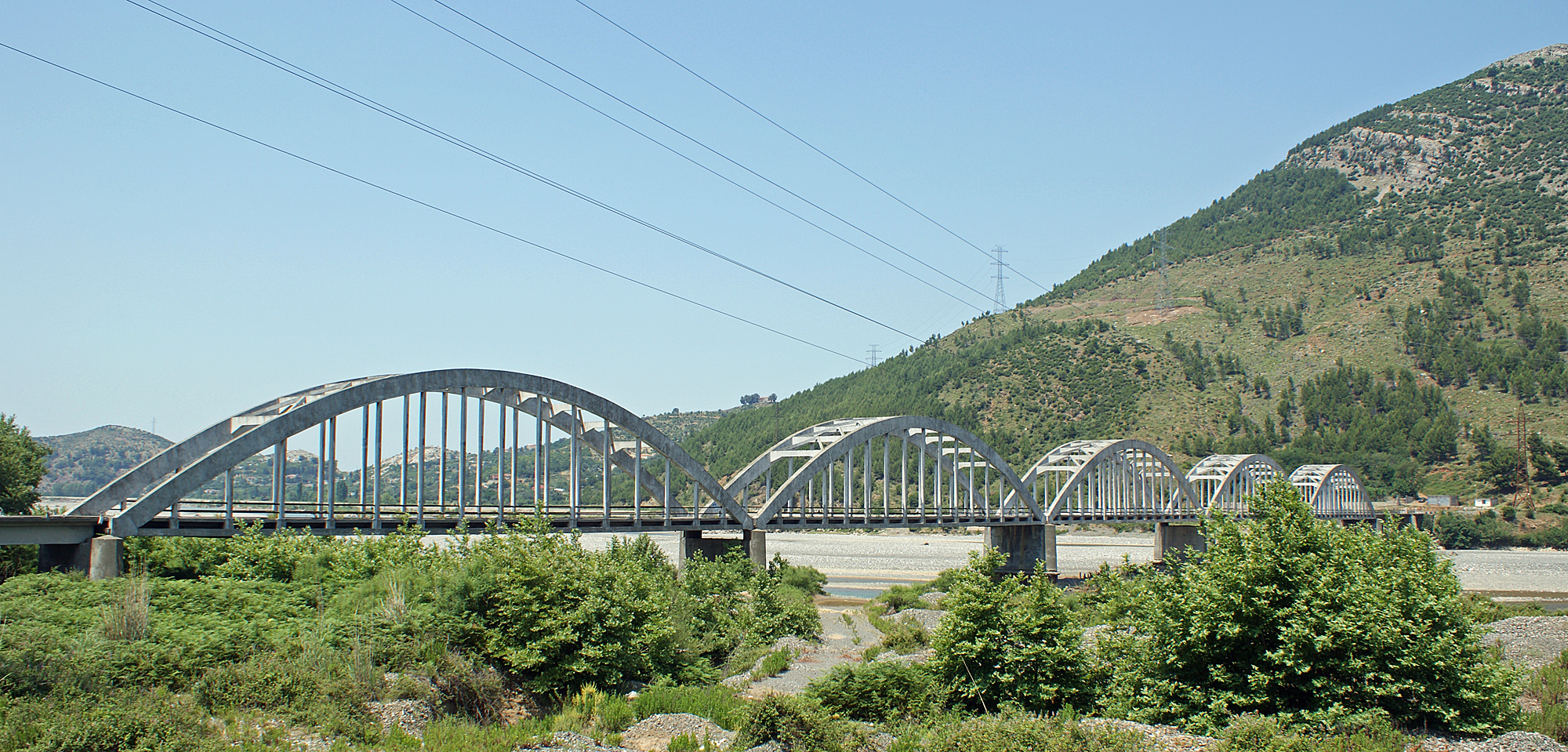
Ponte Zog
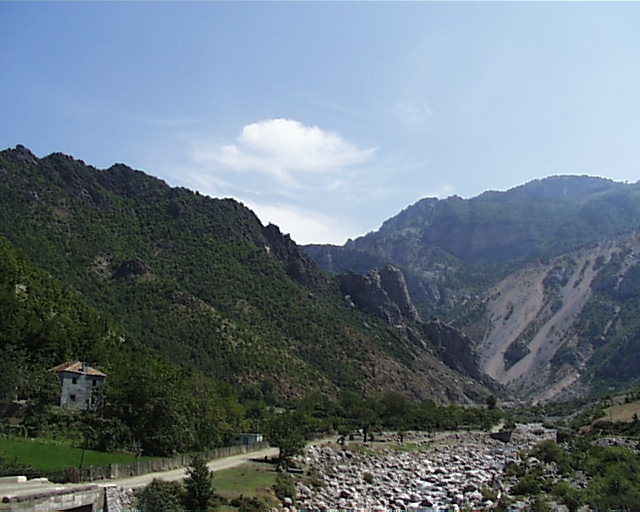
Canyon del Fan
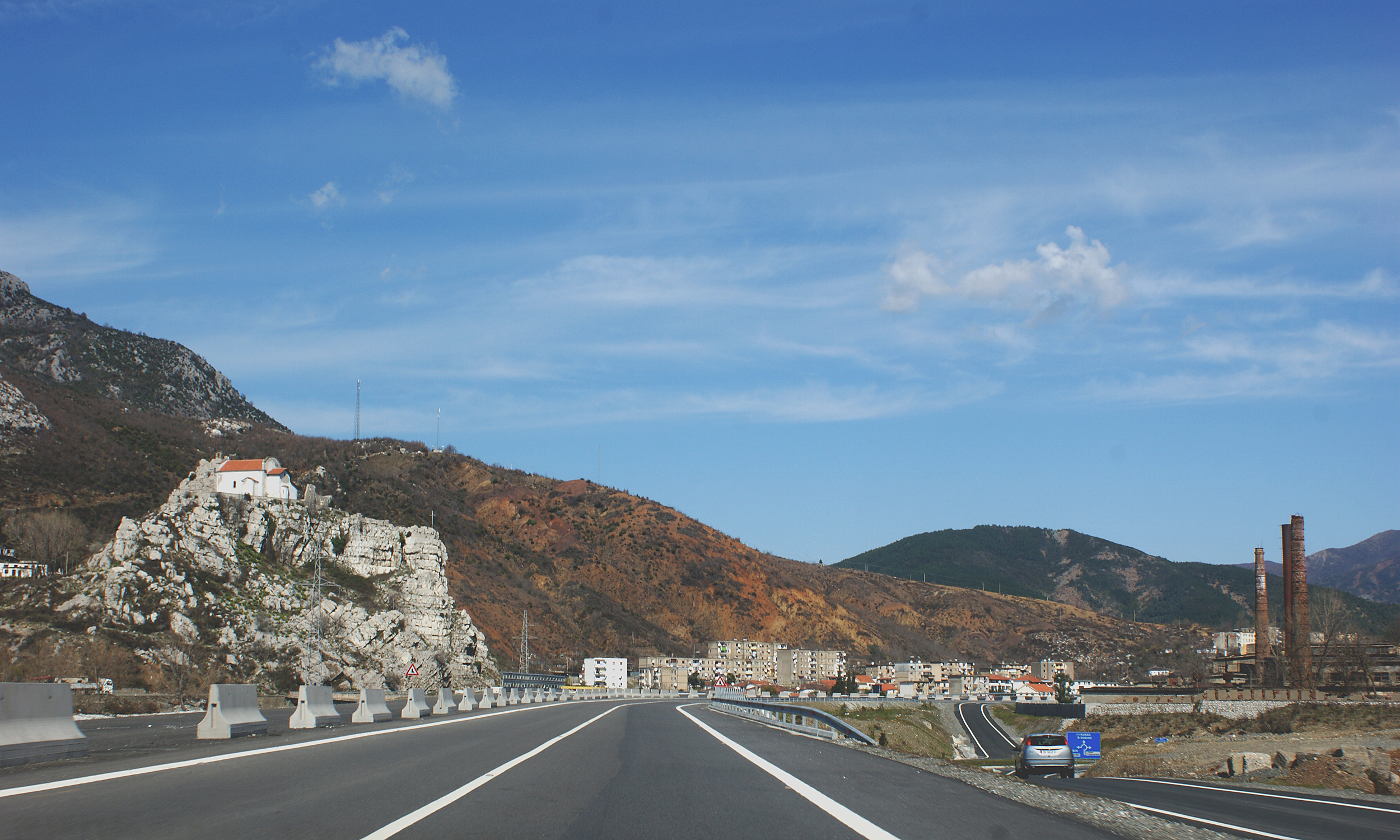
Chiesa di Rubik (autostrada A1)
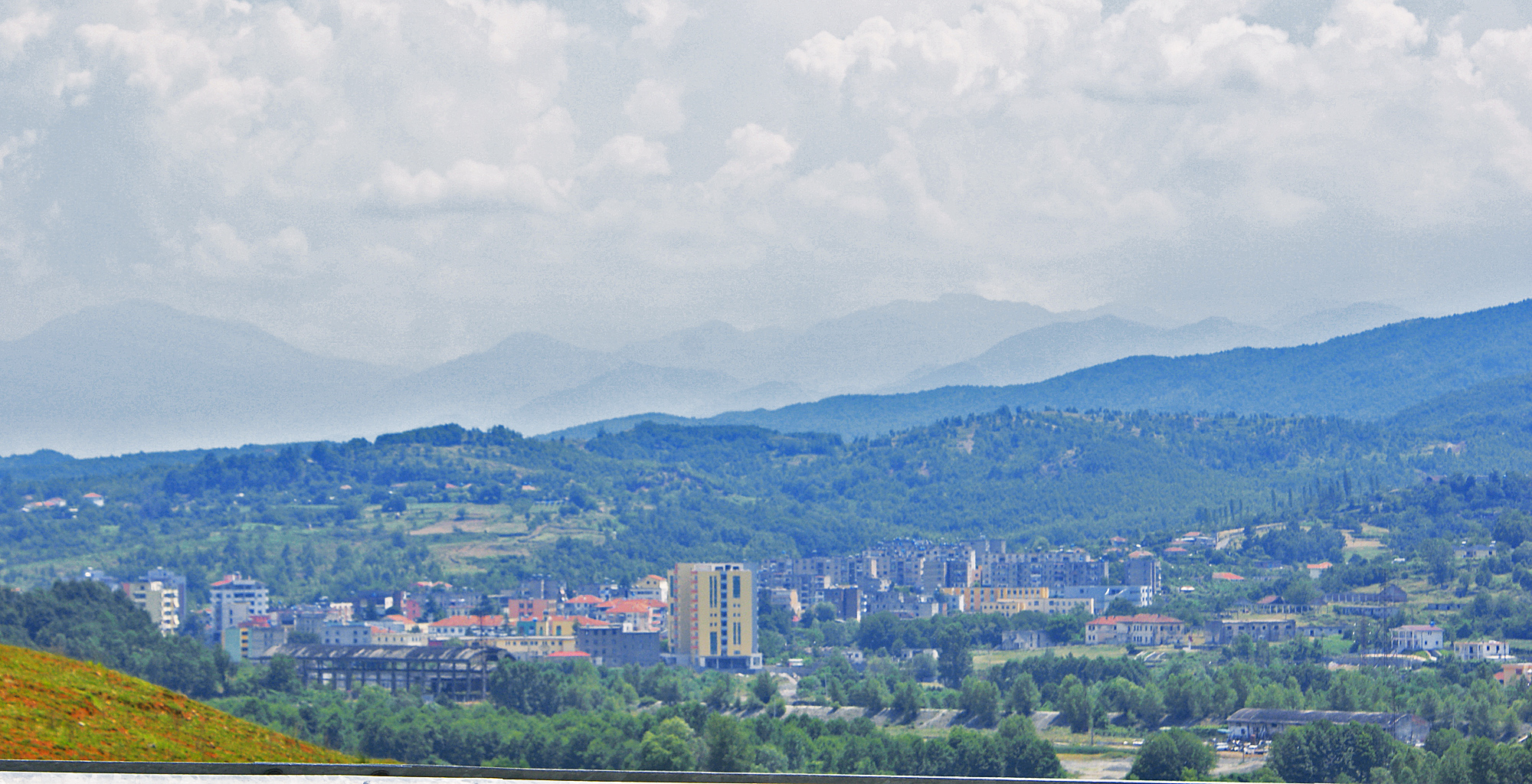
Rrëshen (panorama)